# 菲柞属
菲柞属（学名：Ahernia）是大风子科下的一个属，为乔木植物。该属仅有菲柞（Ahernia glandulosa）一种，分布于吕宋和中国海南岛。